# Fernando Benito Doménech
Fernando Benito Doménech (Alcoy, 14 de febrero de 1949–Valencia, 3 de febrero de 2011) fue un académico, historiador del arte y catedrático universitario español.

## Biografía
Licenciado en Historia del Arte por la Universidad Complutense de Madrid en 1975, alcanzó el doctorado en la misma universidad en 1980 con una tesis titulada Pinturas y pintores en el Real Colegio de Corpus Christi. Catedrático de Historia del Arte de la Universidad de Valencia, desde 1996 a 2009 fue director del Museo de Bellas Artes San Pío V de Valencia y patrono del Museo Nacional de Cerámica y de las Artes Suntuarias González Martí.
Experto en arte del renacimiento y el barroco y especialista en pintura valenciana de los siglos XVI al XVIII, destacó en su intensa y prolífica carrera su labor como comisario general de más de una veintena de exposiciones, como la primera exposición «La Luz de las Imágenes», celebrada en la catedral de Valencia y como autor de monografías sobre pintores como Goya o Juan de Ribera.
Miembro de la Real Academia de Bellas Artes de San Fernando desde 1989, ocupó la dirección de esta institución desde 1996 hasta 2010. En 2007 fue galardonado con la Distinción de la Generalidad Valenciana al Mérito Cultural por «su intensa labor en la conservación, divulgación y recuperación del patrimonio cultural valenciano».